# 刘先觉
刘先觉（1931年12月12日—2019年5月16日），祖籍安徽肥东，生于福建福州，中国建筑教育家，东南大学建筑学院教授，有“中国近代建筑研究第一人”之称。

## 生平
刘先觉1949年考入之江大学建筑系，1950年又考入原南京大学（后南京工学院，现东南大学）建筑系，1953年毕业。同年进入清华大学建筑系学习，1956年研究生毕业。曾师从“建筑四杰”杨廷宝、梁思成、刘敦桢和童寯。